# Zervant
Zervant är ett finskt IT-företag som erbjuder en webbaserad lösning för tidrapportering, fakturering och bokföring. Den huvudsakliga målgruppen är personer som driver enskild firma och mikroföretag, men tjänsten används även av föreningar och andra organisationer med ekonomisk verksamhet.
Programmet är webbläsarbaserat och erbjuder även mobilapplikationer för Apple Iphone och Android (operativsystem) på svenska, engelska, tyska, franska och finska.
Företaget Ab Zervant Oy grundades i Esbo i Finland i december 2009 av finländska entreprenörerna Mattias Hansson, Tuukka Koskinen och Patrik Ekman. De lanserade faktureringsprogrammet Zervant i Finland och Sverige år 2011. Företaget är numera globalt verksamt med över 11 000 företagskunder i 125 länder med lokala versioner av fakturerings- och bokföringsprogrammet för Tyskland , Frankrike, Storbritannien, Österrike, Schweiz, och Belgien.